# 德夫亚尼·科布拉加德
德夫亚尼·乌塔姆·科布拉加德（1974年5月24日—），又译德维亚尼·乌塔姆·科布拉加德、德芙娅尼·科布拉加德，印度外交官，现任印度驻柬埔寨大使。

## 经历
德夫亚尼·乌塔姆·科布拉加德生于1974年5月24日。父親乌塔姆·科布拉加德爲政府官員，退休後於2018年加入印度国民大会党。
科布拉加德於1999年加入印度外交部。她的外交生涯涵蓋在柏林、伊斯蘭堡、羅馬及紐約的任職經歷。她精通英語、馬拉地語、印地語及德語，還在學習普通話和西班牙語。
2020年10月1日，被任命爲下一任印度駐柬埔寨大使。11月25日，向柬埔寨國王遞交國書。